# エリック・ヨーンセン
エリック・ヨーンセン（Erik Johnsen、1965年7月4日 - ）は、ノルウェー、オスロ近郊のRomsås出身の元スキージャンプ選手。1987年から1991年に活躍した。

## プロフィール
彼の最もよく知られた実績は1988年のカルガリーオリンピックの90m級個人で銀メダル、90m級団体で銅メダルの2つのメダルを獲得したことである。
また1988年のホルメンコーレン大会で優勝している。
スキージャンプ・ワールドカップではこの優勝を含む通算2勝(2位2回、3位2回)、1988/89シーズンには自己最高の総合7位となっている。
1989年ノルディックスキー世界選手権（フィンランド・ラハティ）では90m級10位、70m級37位、ノルウェー選手権では1988年ノーマルヒル1位、1989年ラージヒル2位の成績を残した。
しかしながら、クラシックスタイルからV字スタイルへの転向がうまくいかずに1991年限りで選手生活を終えた。